# أبو جرين (السفيرة)
أبو جرين قرية سوريّة تتبع إداريّاً لمحافظة حلب منطقة السفيرة ناحية مركز السفيرة، بلغ تعداد سكانها 5,230 نسمة حسب التعداد السكاني لعام 2004 يعمل معظم سكانها بالزراعة .